# Leptochilus tibetanus
Leptochilus tibetanus är en stekelart som beskrevs av Giordani Soika 1966. Leptochilus tibetanus ingår i släktet Leptochilus och familjen Eumenidae. Inga underarter finns listade i Catalogue of Life.